# Belwederek w Słupsku
Belwederek w Słupsku, zwany również Pałacykiem Pod Blachą oraz Nowym Ratuszem – dwukondygnacyjny budynek z poddaszem użytkowym  zbudowany w stylu secesyjnym w 1866 roku. Stoi przy placu Zwycięstwa, mieści kilka wydziałów urzędu miejskiego.   
Budynek zbudowany został w 1866 roku przez bankiera, Levy Friedländera. W roku 1887 Friedländer sprzedał budynek adwokatowi, następnie radcy sądowemu, Hermannowi Jacoby, od którego na przełomie wieków nabyło Zrzeszenie Spółdzielni Rolniczych w Stolpie-in-Pommern. W późniejszych czasach mieściła się tu miejska przychodnia. W latach 2002–2003 przeprowadzono gruntowny remont budynku oraz adaptację na cele biurowe. Podczas remontu rozebrano cześć ścian wewnętrznych, zrewitalizowano elementy zabytkowe wewnątrz i zewnątrz obiektu, odnowiono fasadę budynku oraz wymieniono dach na pokryty blachą (stąd też jedna z nazw „Pałac Pod Blachą”) i zamontowano balustradę balkonową. Od 2003 roku znajduje się tam kilka wydziałów Urzędu Miejskiego w Słupsku: Administracji Budowlanej, Architektury i Urbanistyki, Powiatowy Inspektorat Nadzoru Budowlanego i Wydział Zdrowia i Opieki Społecznej wraz z Komisją Profilaktyki i Rozwiązywania Problemów Alkoholowych. 